# Калашников Олександр Петрович

Плита на братській могилі

Олександр Петрович Калашников (рос. Александр Петрович Калашников; 1915, Староалейське — жовтень 1943) — радянський офіцер, Герой Радянського Союзу, в роки радянсько-німецької війни командир роти 182-го гвардійського стрілецького полку (62-я гвардійська стрілецька дивізія, 37-а армія, Степовий фронт), гвардії старший лейтенант.

## Біографія
Народився в 1915 році в селі Староалейське (нині Третьяковського району Алтайського краю) в родині сільського коваля. Росіянин. У 1930 році закінчив 7 класів Локтевської школи селянської молоді. З 1932 року працював у Локтевському зернорадгоспі. Після навчання на робітфаку в 1937 році вступив на історичний факультет Томського педагогічного інституту. Займався в аероклубі.
У липні 1941 року був призваний в Червону Армію. У 1942 році закінчив інтендантські курси в Омську. У боях радянсько-німецької війни з квітня 1942 року. Воював на Західному, потім на Степовому фронтах. Був поранений. Член ВКП (б) з 1943 року. Відзначився у боях при форсуванні Дніпра.
28 вересня 1943 року з ротою одним з перших переправився через Дніпро в районі села Куцеволівки (Онуфріївський район Кіровоградської області України). Рота захопила й утримувала плацдарм, відбивши кілька ворожих контратак, знищила сотні гітлерівців.
За ці бої гвардії старший лейтенант Калашников був представлений до звання Героя Радянського Союзу. В одному з боїв на правому березі Дніпра 30 жовтня 1943 року він зник безвісти.
Указом Президії Верховної Ради СРСР від 22 лютого 1944 року за зразкове виконання бойових завдань командування на фронті боротьби з німецько-фашистськими загарбниками і проявлені при цьому мужність і героїзм гвардії старшому лейтенанту Калашникову Олександру Петровичу присвоєно звання Героя Радянського Союзу.
Похований в селі Куцеволівка в братській могилі.

## Нагороди, пам'ять
Нагороджений орденами Леніна, Червоної Зірки.
Ім'ям Героя названа вулиця в селі Куцеволівка. На будівлі Томського педагогічного інституту встановлена меморіальна дошка.